# Андреев, Владимир Михайлович (горнолыжник)
Влади́мир Миха́йлович Андре́ев (род. 9 февраля 1958 года, Кировск, Мурманская область, СССР) — советский горнолыжник, мастер спорта СССР международного класса, участник трёх Олимпиад, призёр двух этапов Кубка мира.

## Биография
В составе сборной СССР принимал участие в соревнованиях на Олимпиаде 1976 года в Инсбруке, где лучшим результатом Андреева стало 22-е место в слаломе. При этом советский горнолыжник выступал без тренера, самостоятельно готовил себе лыжи перед стартом.
Качественный прорыв в результатах советских горнолыжников случился в конце 1970-х, когда Андреев занял четвёртое место в комбинации на чемпионате мира 1978 года, который проходил в Гармиш-Партенкирхене.
На Олимпиаде в Лейк-Плесиде Андреев попал в десятку в слаломе, заняв шестое место. Спустя год, зимой 1981 года советский спортсмен покорил свои наилучшие достижения, заняв второе и третье место на слаломных стартах Кубка мира в Кицбюэле и Осло соответственно. При этом в обоих стартах он проиграл менее секунды знаменитому шведу Ингемару Стенмарку. Тогда же Андреев показал лучший результат в общем зачёте, замкнув двадцатку лучших.
После неудачной Олимпиады в Сараево был вынужден завершить карьеру.
После завершения спортивной карьеры Андреев, закончивший к тому времени Московскую государственную академию физической культуры стал заниматься тренерской деятельностью. Среди его воспитанников — Светлана Гладышева и Варвара Зеленская.
В 1990-х — 2000 годах работал комментатором трансляций горных лыж на «Первом канале», в настоящее время[когда?] работает в аналогичной должности на русскоязычной версии телеканала Eurosport.
Жена Владимира Андреева — Надежда Андреева-Патрикеева также горнолыжница, участница Олимпийских игр.

## Призовые подиумы на этапах Кубка мира
| № | Сезон   | Дата        | Место    | Дисциплина | Место |
| - | ------- | ----------- | -------- | ---------- | ----- |
| 1 | 1980/81 | 18 янв 1981 | Кицбюэль | Слалом     | 2     |
| 2 | 1980/81 | 8 фев 1981  | Осло     | Слалом     | 3     |

## Статистика выступлений на Олимпийских играх
| Год  | Место проведения | Скоростной спуск | Гигантский слалом | Слалом |
| ---- | ---------------- | ---------------- | ----------------- | ------ |
| 1976 | Инсбрук          | 44               | DNF               | 25     |
| 1980 | Лейк-Плэсид      | —                | 15                | 9      |
| 1984 | Сараево          | —                | DNF               | DNF    |